# Manuel Ferreira da Silva Farrapo
Manuel Ferreira da Silva Farrapo foi um político brasileiro.

Em 1868 residia em Campos Novos.
Foi deputado à Assembleia Legislativa Provincial de Santa Catarina na 25ª legislatura (1884 — 1885) e na 26ª legislatura (1886 — 1887), sendo porém sua eleição invalidada.
Foi cavaleiro da Imperial Ordem da Rosa, em 1868.